# Macondo (programma televisivo)
Macondo e' un programma in onda su Rai 3 dal 28 Ottobre 2023 in prima serata [dalle 20,45]. 
Si tratta di un nuovo programma di Rai Cultura condotto da Camila Raznovich.
Al centro di esso ci sono temi cruciali e attuali come i cambiamenti climatici, lo smaltimento dei rifiuti, la biodiversità, la qualità dell’aria e dell’acqua, la conservazione del paesaggio, la questione del biologico e del chilometro zero, il risparmio energetico e la crisi idrica.
Macondo, che dà il titolo alla trasmissione, è la città immaginata dal premio Nobel del 1982 Gabriel García Márquez nel celebre romanzo Cent’anni di solitudine, dove si narra di un gruppo di famiglie che fugge nella foresta finché, accampato in riva al fiume, in sogno sente il nome di Macondo e lì fonda una città. Macondo è quindi una città dove è possibile sognare una storia diversa, come quella che la famiglia Buendìa percorre lungo un secolo.